# بایند
بایند (به انگلیسی: BIND) یا named پر استفاده‌ترین سرویس‌دهنده نام دامنه در اینترنت است. در سیستم‌عامل‌های شبه یونیکس به به عنوان استاندارد دوفاکتو استفاده می‌شود.
در اصل به وسیلهٔ چهار دانشجوی مقطع تحصیلات تکمیلی گروه پژوهش کامپیوتری دانشگاه کالیفرنیا، برکلی نوشته شده‌است. بایند مخفف کلمات Berkeley Internet Name Domain است و نشان دهنده استفاده از نرم‌افزار در دانشگاه کالیفرنیا، برکلی است.
نخستین انشار بایند با بی‌اس‌دی ۴٫۳ بود و مانند بی‌اس‌دی یک نرم‌افزار آزاد و متن‌باز است. پل ویکسی در ۱۹۸۸ در حالی که برای شرکت Digital Equipment Corporation کار می‌کرد نگهداری بایند را آغاز کرد. از سال ۲۰۱۰ کنسرسیوم سیستم‌های اینترنتی (به انگلیسی: Internet Systems Consortium) بایند را نگهداری می‌کند.

## تاریخچه
بایند توسط دوگلاس تِری (به انگلیسی: Douglas Terry)، مارک پِینتر (به انگلیسی: Mark Painter)، دیوید ریگِل (به انگلیسی: David Riggle) و سوگنیان ژو (به انگلیسی: Songnian Zhou) در اوایل سال ۱۹۸۰ به عنوان حاصل یک امتیاز دارپا نوشته شد. بایند مخخفی برای نام دامنه اینترنتی برکلی، از یک مقاله فنی منتشر شده در سال ۱۹۸۴ می‌باشد.
نسخه‌های میانی بایند ۴٫۸٫۳ توسط گروه تحقیقاتی سیستم‌های کامپیوتری مورد حمایت قرار گرفت. در اواسط سال ۱۹۸۰ کارمندان شرکت دِک ([Equipment Corporation|DEC]) بایند را توسعه دادند و نسخه‌های ۴٫۹ و ۴٫۹٫۱ را منتشر ساختند. پاول ویکسی (به انگلیسی: Paul Vixie) یکی از این کارمندان بود که پس از تَرک  دِک، کار بر روی بایند را ادامه داد. بایند ۴٫۹٫۲ توسط ویکسی اینترپرایز (به انگلیسی: Vixie Enterprises) مورد پشتیبانی مالی قرار گرفت. سرانجام او به شروع ISC کمک کرد که نهادی مسئول برای نسخه‌های شروع شده با  ۴٫۹٫۳ بایند شد. بایند ۸ توسط ISC در مِی ۱۹۹۷ منتشر شد. یک نسخه جدید از بایند توسط شرکت نومینُم (به انگلیسی: Nominum) تحت یک قرارداد بیرون منبعی ISC توسعه داده شد. آن در قسمت‌هایی از اول نوشته شد تا با رسیدگی به کدهای پایه‌ای اولیه بایند سختی‌های مربوط به معماری را درست کند و همچنین DNSSEC را پشتیبانی کند. ویژگی‌های مهم دیگر بایند ۹ شامل: TSIG ,آگاه ساز DNS , nsupdate , IPv6 , rndc flush (برنامه کمکی کنترل نام از راه دور)، مشاهدات، پشتیبانی چند پردازنده‌ای و یک معماری قابل حمل بهبود بخشیده شده. rnds از یک رمز به اشتراک گذاشته شده‌استفاده می‌کند تا رمزگذاری برای ترمینال‌های محلی و دور در طی هر جلسه کاربری فراهم شود. توسعه بایند ۹ تحت یک ترکیبی از قرارداهای بازرگانی و نظامی صورت گرفت. اکثر قابلیت‌های بایند ۹ توسط فروشندگان یونیکس که می‌خواستند بایند رقیبی برای ارائه‌های DNS مایکروسافت بماند سرمایه‌گذاری شد. قابلیت DNSSEC توسط ارتش آمریکا سرمایه‌گذاری شد که به امنیت DNS همانطور که مهم است توجه می‌کردند. بایند ۹ در سپتامبر  ۲۰۰۰ منتشر گردید.

## پشتیبانی از پایگاه داده
در حالی که نسخه‌های قبلی بایند هیچ سازوکاری برای ذخیره و بازیابی داده‌های منطقه‌ای به جز ذخیره در فایل‌های متنی نداشت در سال ۲۰۰۷ بایند ۹٫۴ DLZ امکان دخیره سازی مناطق در فرمتهای متفاوتی مانند LDAP، Berkeley DB، پست‌گر اس‌کیوال، مای‌اس‌کیوال، ODBC را به عنوان یک گزینه در زمان کامپایل در دسترس قرار داد.

## امنیت
هر دو نسخه قدیمی و منسوخ بایند ۴ و بایند ۸ سال‌ها تعداد قابل توجهی آسیب‌پذیری‌های امنیتی جدی داشتند و در حال حاضر استفاده نمی‌شوند. بایند ۹ به صورت کامل دوباره‌نویسی شد تا این مسائل امنیتی کاهش پیدا کند.